# کارلوس مسا
کارلوس مسا (انگلیسی: Carlos Mesa؛ زادهٔ ۱۲ اوت ۱۹۵۳) یک سیاست‌مدار، تاریخ‌نگار و نویسنده اهل بولیوی است.